# Koyo Seiko
Koyo Seiko este o fostă companie japoneză producătoare de rulmenți. După ce a fuzionat în 2006 cu Toyoda Machine Works numele companiei noi este JTEKT.

## Koyo Seiko în România
Koyo Seiko a preluat, în 1998, pachetul de 51% din acțiunile societății comerciale Rulmenți Alexandria, valoarea totală a tranzacției (pretul acțiunilor și investițiile asumate) fiind de 57 milioane de dolari..
Vânzările Koyo România Alexandria au fost de 75,9 milioane lei în anul 2000
În România există șase fabrici care produc diverse tipuri de rulmenți.
Uzina de la Alexandria produce cele mai utilizate tipuri de rulmenți, care reprezintă mai mult de 60% din consumul total al pieței.
Număr de angajați în 2009: 1.940
Cifra de afaceri:
- 2008: 195 milioane lei (53 milioane euro)[5]
- 2007: 43,8 milioane euro[2]
- 2006: 130,5 milioane lei[6]
- 2005: 156,3 milioane lei[6]

## Dramă
În ianuarie 2006, președintele reprezentanței Koyo din România, în vârstă de 68 de ani, a fost mușcat de un maidanez în Piața Victoriei din București, chiar lângă sediul Guvernului. Câinele i-a secționat o arteră de la picior, victima a pierdut mult sânge și a decedat.